# Grup de Lie
En matemàtiques, un grup de Lie (pronunciat /liː/) és un grup que és també una varietat diferenciable, amb la propietat que les operacions de grup són diferenciables. Els grups de Lie s'anomenen així en honor del matemàtic noruec Sophus Lie, qui va establir els fonaments de la teoria de grups de transformacions contínues.
En termes generals, un grup de Lie és un grup continu, és a dir, un grup els elements del qual són descrits per diversos paràmetres reals. Com a tals, els grups de Lie proporcionen un model natural per al concepte de simetria contínua, com ara la simetria rotacional en tres dimensions. Els grups de Lie són àmpliament utilitzats en molts àmbits de la física i les matemàtiques modernes. La motivació original de Lie per a introduir els grups de Lie fou proporcionar un model de les simetries contínues de les equacions diferencials, d'una manera similar a com s'utilitzen els grups finits en teoria de Galois per modelitzar les simetries discretes de les equacions algebraiques.

## Introducció

El conjunt de tots els nombres complexos amb valor absolut 1 (corresponent a punts de la circumferència de centre 0 i radi 1 en el pla complex) és un grup de Lie sota la multiplicació complexa: el grup circular.

Els grups de Lie són varietats diferenciables i, com a tals, es poden estudiar utilitzant càlcul diferencial, a diferència del cas més general dels grups topològics. Una de les idees clau en la teoria de grups de Lie és reemplaçar l'objecte global, el grup, amb la seva versió local o linealitzada, que el mateix Lie va anomenar el seu «grup infinitesimal» i que de llavors ençà es coneix com la seva àlgebra de Lie.
Els grups de Lie tenen un paper molt important en geometria moderna. Felix Klein va argumentar en el seu Programa d'Erlangen que hom pot considerar diverses "geometries" per especificar un grup de transformació apropiat que deixa invariants certes propietats geomètriques. Per això, la geometria euclidiana correspon a l'elecció del grup E(3) de transformacions que conserven la distància de l'espai euclidià R3, la geometria conforme correspon a ampliar el grup fins a arribar al grup conforme, mentre que en geometria projectiva hom s'interessa en les propietats invariants sota el grup projectiu. Aquesta idea portà més endavant a la noció de G-estructura, on G és un grup de Lie de les simetries "locals" d'una varietat.
Els grups de Lie (i les seves àlgebres de Lie associades) tenen una funció important en física moderna, on el grup de Lie juga típicament el rol d'una simetria d'un sistema físic. Aquí, les representacions del grup de Lie (o de la seva àlgebra de Lie) són especialment importants. La teoria de representacions s'utilitza extensament dins la física de partícules. Alguns grups que tenen representacions d'una importància particular són el grup de rotació SO(3) –o el seu recobriment doble SU(2)–, el grup unitari especial SU(3) i el grup de Poincaré.
En un àmbit "global", sempre que un grup de Lie actua sobre un objecte geomètric, com ara una varietat riemanniana o simplèctica, aquesta acció proporciona una mesura de la seva rigidesa, així com una rica estructura algebraica. La presència de simetries contínues expressades mitjançant una acció de grup de Lie sobre una varietat afegeix fortes restriccions en la seva geometria i en facilita l'anàlisi. Les accions lineals dels grups de Lie són especialment importants i s'estudien dins de la teoria de la representació.
En les dècades de 1940 i 1950, Ellis Kolchin, Armand Borel i Claude Chevalley es van adonar que molts resultats bàsics sobre els grups de Lie es poden desenvolupar completament de manera algebraica, donant lloc a la teoria de grups algebraics definits sobre un cos arbitrari. Aquesta idea va obrir possibilitats noves en l'àmbit de l'àlgebra pura, ja que proporcionava una construcció uniforme per a la majoria de grups simples finits, així com en geometria algebraica. La teoria de formes automòrfiques, una branca important de la teoria de nombres moderna, tracta extensament amb objectes anàlegs als grups de Lie sobre anells adèlics; els grups de Lie p-àdics juguen una funció important, a causa de les seves connexions amb les representacions de Galois dins la teoria de nombres.

## Definicions
Un grup de Lie real és un grup que és també una varietat real diferenciable de dimensió finita, on les operacions de multiplicació i inversió són aplicacions contínuament diferenciables. El fet que la multiplicació de grup
{\displaystyle {\begin{array}{rccl}\mu :&G\times G&\to &G\\&(x,y)&\mapsto &xy\end{array}}}
sigui contínuament diferenciable significa que μ és una aplicació contínuament diferenciable de la varietat producte G × G en G. Aquests dos requisits es poden resumir en un de sol: que l'aplicació
{\displaystyle (x,y)\mapsto xy^{-1}}
sigui una aplicació contínuament diferenciable de la varietat producte sobre G.

### Grups de Lie matricials
Hom denota per GL(n, C) el grup de les matrius invertibles de dimensió n × n amb entrades en C. Qualsevol subgrup tancat de GL(n, C) és un grup de Lie; els grups de Lie d'aquest tipus s'anomenen grups de Lie matricials. Com que la majoria dels exemples interessants de grups de Lie es poden materialitzar com a grups de Lie matricials, alguns llibres de text es focalitzen exclusivament sobre aquests tipus, com ara Hall i Rossmann. Si es restringeix l'atenció al cas dels grups de Lie matricials, es pot simplificar significativament la definició de l'àlgebra de Lie i de l'aplicació exponencial. Aquests són alguns exemples típics de grups de Lie matricials:
- Els grups lineals especials sobre R i C, SL(n, R) i SL(n, C), consistents en matrius n × n amb determinant igual a 1 i entrades a R o C
- Els grups unitaris i els grups unitaris especials, U(n) i SU(n), formats per matrius complexes n × n que satisfan U* = U-1 (i també det (U) = 1 en el cas de SU(n))
- Els grups ortogonals i els grups ortogonals especials, O(n) i SO(n), formats per matrius reals n × n que satisfan RT = R-1 (i també det(R) = 1 en el cas de SO(n))

Tots els exemples anteriors es consideren grups clàssics.

### Conceptes relacionats
Un grup de Lie complex es defineix de forma anàloga, fent servir varietats complexes en comptes de reals (exemple: SL(2, C)) i, de manera similar, utilitzant una compleció mètrica alternativa de Q, hom pot definir un grup de Lie p-àdic sobre els nombres p-àdics, un grup topològic on cada punt té un entorn p-àdic. El Cinquè Problema de Hilbert es pregunta si, quan se substitueixen les varietats diferenciables per varietats topològiques o analítiques, se'n poden trobar altres exemples de grups de Lie. La resposta a aquesta qüestió és negativa: l'any 1952, Gleason, Montgomery i Zippin van demostrar que si G és una varietat topològica amb operacions de grup contínues, llavors existeix exactament una estructura analítica en G que el converteix en un grup de Lie (vegeu també la conjectura de Hilbert–Smith). Si la varietat subjacent pot ser de dimensió finita (per exemple, una varietat de Hilbert), llavors hom obté la noció d'un grup de Lie de dimensió infinita. És possible definir anàlegs de molts grups de Lie sobre cossos finits, i aquests proporcionen la majoria dels exemples de grups finits simples.
El llenguatge de la teoria de categories proporciona una definició concisa per als grups de Lie: un grup de Lie és un objecte grup en la categoria de les varietats diferenciables. Aquest és un fet important, perquè permet generalitzar la idea d'un grup de Lie a la de supergrups de Lie.

### Definició topològica
Hom pot definir un grup de Lie com un grup topològic (de tipus Hausdorff) que, a prop de l'element identitat, sembla un grup de transformació; així no cal fer referència a varietats diferenciables. Primer, es defineix un grup de Lie lineal immers com un subgrup G del grup general lineal {\displaystyle \operatorname {GL} (n,\mathbb {C} )} tal que:
1. per a algun entorn V de l'element identitat e de G, la topologia de V és la topologia subespai de {\displaystyle \operatorname {GL} (n,\mathbb {C} )} i V és tancat a {\displaystyle \operatorname {GL} (n,\mathbb {C} )}.
2. G té, com a molt, un nombre comptable de components connexes.

(un exemple d'un tal subgrup és un subgrup tancat qualsevol de {\displaystyle \operatorname {GL} (n,\mathbb {C} )}; és a dir, un grup de Lie matricial satisfà les condicions anteriors.)
Llavors un grup de Lie es defineix com un grup topològic que
1. és localment isomorf prop de les identitats a un grup de Lie lineal immers, i
2. té com a màxim un nombre comptable de components connexes.

La definició topològica implica el teorema que afirma que si dos grups de Lie són isomorfs com a grups topològics, llavors són isomorfs com a grups de Lie. De fet, implica l'afirmació més general que la topologia d'un grup de Lie, juntament amb la llei de grup, determina la geometria del grup.

## Exemples

### Dimensions 1 i 2
Els únics grups de Lie connexos de dimensió 1 són la recta real R (on l'operació de grup és la suma), i el grup circular S¹ dels nombres complexos amb valor absolut 1 (on l'operació de grup és la multiplicació). És habitual denotar el grup S¹ com a U(1), el grup de matrius unitàries 1×1.
En dues dimensions, si hom es focalitza en els grups simplement connexos, llavors es poden classificar segons la seva àlgebra de Lie. Llevat d'isomorfisme, només hi ha dues àlgebres de Lie de dimensió 2. Els respectius grups de Lie simplement connexos són R² (on l'operació de grup és la suma de vectors) i el grup afí de dimensió 1.

### Exemples addicionals
- El grup SU(2) és el grup de matrius unitàries 2×2 amb determinant 1. Topològicament, SU(2) és la 3-esfera S3; com a grup, es pot identificar amb el grup de quaternions unitaris.
- El grup de Heisenberg és un grup de Lie nilpotent connex de dimensió 3, que juga un rol fonamental en mecànica quàntica.
- El grup de Lorentz és un grup de Lie de dimensió 6 de les isometries lineals de l'espai de Minkowski.
- El grup de Poincaré és un grup de Lie de dimensió 10 de les isometries afins de l'espai de Minkowski.
- Els grups de Lie excepcionals dels tipus G₂, F₄, E₆, E₇ i E₈ tenen dimensions 14, 52, 78, 133 i 248, respectivament. Juntament amb la sèrie A-B-C-D de grups de Lie simples, els grups excepcionals completen la llista de grups de Lie simples.
- El grup simplèctic Sp(2n, R) està format per totes les matrius 2n × 2n que conserven una forma simplèctica en R2n. És un grup de Lie connex de dimensió 2n² + n.
- Les matrius invertibles reals 2×2 formen un grup amb la multiplicació, denotat per GL(2, R) o per GL₂(R):

{\displaystyle \operatorname {GL} (2,\mathbf {R} )=\left\{A={\begin{pmatrix}a&b\\c&d\end{pmatrix}}:\det A=ad-bc\neq 0\right\}}
Aquest és un grup de Lie real de dimensió 4 no compacte; és un subconjunt obert de R4. Aquest grup és no connex; té dues components connexes que corresponen als valors positius i negatius del determinant.
- Les matrius de rotació formen un subgrup de GL(2, R), denotat per SO(2, R). És un grup de Lie destacable: concretament, un grup de Lie connex compacte unidimensional que és difeomorf a la circumferència. Si hom utilitza l'angle de rotació {\displaystyle \varphi } com a paràmetre, aquest grup es pot parametritzar de la manera següent:

{\displaystyle \operatorname {SO} (2,\mathbf {R} )=\left\{{\begin{pmatrix}\cos \varphi &-\sin \varphi \\\sin \varphi &\cos \varphi \end{pmatrix}}:\varphi \in \mathbf {R} /2\pi \mathbf {Z} \right\}.}
L'operació de suma d'angles correspon a la multiplicació dels elements de SO(2, R), i el fet de prendre l'angle oposat correspon a la inversió matricial. Per això, tant la multiplicació com la inversió són aplicacions diferenciables.
- El grup afí de dimensió u és un grup de Lie matricial bidimensional, que consisteix en les matrius 2×2 reals, triangulars superiors, i on la primera entrada de la diagonal és positiva i la segona entrada és igual a 1. Així, el grup conté matrius de la forma:

{\displaystyle A=\left({\begin{array}{cc}a&b\\0&1\end{array}}\right),\quad a>0,\,b\in \mathbb {R} .}

### Construccions
Hi ha diverses formes de crear grups de Lie nous a partir d'altres de ja existents:
- El producte de dos grups de Lie és un grup de Lie.
- Qualsevol subgrup topològicament tancat d'un grup de Lie és un grup de Lie. Això es coneix com el teorema del subgrup tancat o el teorema de Cartan.
- El quocient d'un grup de Lie per un subgrup normal tancat és un grup de Lie.
- El revestiment universal d'un grup de Lie connex és un grup de Lie. Per exemple, el grup R és el revestiment universal del grup circular S¹. De fet, qualsevol revestiment d'una varietat diferenciable és també una varietat diferenciable, però si addicionalment és un revestiment universal, hom pot garantir una estructura de grup (compatible amb les seves altres estructures).

### Contraexemples
A continuació es construeix un exemple d'un grup amb un nombre incomptable d'elements que no és un grup de Lie sota una certa topologia. El grup donat per:
{\displaystyle H=\left\{\left.\left({\begin{matrix}e^{2\pi i\theta }&0\\0&e^{2\pi ia\theta }\end{matrix}}\right)\right|\theta \in \mathbb {R} \right\}\subset \mathbb {T} ^{2}=\left\{\left.\left({\begin{matrix}e^{2\pi i\theta }&0\\0&e^{2\pi i\phi }\end{matrix}}\right)\right|\theta ,\phi \in \mathbb {R} \right\},}
amb {\displaystyle a\in \mathbb {P} =\mathbb {R} \setminus \mathbb {Q} } un nombre irracional fixat, és un subgrup del tor {\displaystyle \mathbb {T} ^{2}} que no és un grup de Lie amb la topologia subespai. Si hom pren un entorn U qualsevol al voltant d'un punt h de H, per exemple, la porció de H dins U és no-connexa. El grup H s'enrotlla repetidament al voltant del torus i forma un subgrup dens de {\displaystyle \mathbb {T} ^{2}}.

Una porció del grup H dins. Qualsevol entorn petit al voltant de l'element h de H és no-connex segons la topologia subespai de H.

Tot i això, es pot dotar H d'una topologia diferent, segons la qual la distància entre dos punts h1 i h₂ de H es defineix com la longitud del camí més curt dins del grup H que connecta h1 i h₂. Amb aquesta topologia, H es pot identificar de manera homeomorfa amb la recta real, tot identificant cada element amb el nombre θ de la definició de H. Amb aquesta topologia, H és senzillament el grup dels nombres reals amb l'addició i, per tant, és un grup de Lie.
El grup H és un exemple d'un subgrup de Lie d'un grup de Lie que no és tancat. Vegeu la discussió més avall sobre els subgrups de Lie en la secció de conceptes bàsics.
Altres exemples de grups que no són grups de Lie (exceptuant el sentit trivial que qualsevol grup amb, com a màxim, un nombre comptable d'elements, es pot veure com un grup de Lie de dimensió 0 amb la topologia discreta), són:
- Grups de dimensió infinita, com el grup additiu d'un espai vectorial real de dimensió infinita. Aquests no són grups de Lie perquè no són varietats de dimensió finita.
- Alguns grups totalment no connexos, com el grup de Galois d'una extensió infinita de cossos, o el grup additiu dels nombres p-àdics. Aquests no són grups de Lie perquè els seus espais subjacents no són varietats reals (alguns d'aquests grups són "grups de Lie p-àdics"). En general, només els grups topològics amb propietats locals similars a Rn per a algun enter positiu n poden ser grups de Lie (encara que, per ser-ho, també han de tenir una estructura diferenciable).

## Conceptes bàsics

### L'àlgebra de Lie associada amb un grup de Lie
Hom pot associar a cada grup de Lie una àlgebra de Lie on l'espai vectorial subjacent sigui l'espai tangent del grup de Lie a l'element identitat, i que captura completament l'estructura local del grup. Informalment es pot pensar que els elements de l'àlgebra de Lie són elements del grup que estan "arbitràriament a prop" de la identitat (vegeu infinitesimal), i el parèntesi de Lie de l'àlgebra de Lie està relacionat amb el commutador de dos d'aquests elements infinitesimals. Heus ací alguns exemples:
- L'àlgebra de Lie de l'espai vectorial Rn és simplement Rn amb el parèntesi de Lie donat per [A, B] = 0 (en general, el parèntesi de Lie d'un grup de Lie és idènticament 0 si i només si el grup de Lie és abelià).
- L'àlgebra de Lie del grup lineal general GL(n, C) de matrius invertibles és l'espai vectorial M(n, C) de matrius quadrades amb el grup de Lie donat per [A, B] = AB - BA.
- Si G és un subgrup tancat de GL(n, C), llavors l'àlgebra de Lie de G es pot interpretar de manera informal com les matrius m de M(n, R) tals que 1 + εm pertany a G, on ε és un nombre positiu infinitesimal amb ε² = 0 (naturalment, no existeix cap ε real així). Per exemple, el grup ortogonal O(n, R) està format per les matrius A amb AAT = 1, de tal manera que l'àlgebra de Lie consisteix en les matrius m tals que (1 + εm)(1 + εm)T = 1, la qual cosa és equivalent a dir que m + mT = 0 perquè ε² = 0.
- Es pot donar més rigor a la interpretació anterior de la manera següent. L'àlgebra de Lie d'un subgrup tancat G de GL(n, C) es pot calcular com:

{\displaystyle \operatorname {Lie} (G)=\{X\in M(n;\mathbb {C} )|\operatorname {exp} (tX)\in G{\text{ per a tot }}t\in \mathbb {\mathbb {R} } \}}
on exp(tX) es defineix mitjançant l'exponencial matricial. Llavors es pot demostrar que l'àlgebra de Lie de G és un espai vectorial real que és tancat per l'operació del parèntesi, [X, Y] = XY - YX.
La definició concreta donada anteriorment per als grups de matrius és convenient per la seva senzillesa a l'hora de treballar-hi, però té alguns problemes menors: per utilitzar-la primer cal representar un grup de Lie com un grup de matrius, però no tots els grups de Lie es poden representar d'aquesta manera, i fins i tot no és pas obvi que l'àlgebra de Lie sigui independent de la representació utilitzada. Per solventar aquests problemes, es pot donar la definició general de l'àlgebra de Lie d'un grup de Lie (en 4 passos):
1. Els camps vectorials sobre qualsevol varietat M es poden interpretar com a derivacions X de l'anell de funcions diferenciables sobre la varietat i, per tant, configuren una àlgebra de Lie amb el parèntesi de Lie [X, Y] = XY - YX, ja que el parèntesi de Lie de dues derivacions qualssevol és una derivació.
2. Si G és un grup qualsevol que actua de manera diferenciable sobre la varietat M, llavors actua també sobre els camps vectorials, i l'espai vectorial dels camps vectorials que queden fixos per l'acció del grup és tancat sota el parèntesi de Lie i, per tant, també forma una àlgebra de Lie.
3. Hom pot aplicar aquesta construcció al cas en què la varietat M és l'espai subjacent d'un grup de Lie G, on G actua sobre G = M per translacions per l'esquerra Lg(h) = gh. Això mostra que l'espai dels camps vectorials invariants per l'esquerra (és a dir, els espais vectorials que satisfan Lg*Xh = Xgh per a tot h de G, on Lg* denota el diferencial de Lg) sobre un grup de Lie és una àlgebra de Lie amb el parèntesi de Lie dels camps vectorials.
4. Qualsevol vector tangent sobre l'element identitat d'un grup de Lie es pot estendre a un camp vectorial invariant per l'esquerra, tot traslladant el vector tangent als altres punts de la varietat. Concretament, l'extensió invariant per l'esquerra d'un element v de l'espai tangent a l'element identitat és el camp vectorial definit per v^g = Lg*v. Això identifica l'espai tangent TeG sobre l'element identitat amb l'espai de camps vectorials invariants per l'esquerra i, per tant, fa que l'espai tangent a l'element identitat sigui una àlgebra de Lie, anomenada àlgebra de Lie de G, habitualment simbolitzada per una {\displaystyle {\mathfrak {g}}} Fraktur. Per tant, el parèntesi de Lie sobre {\displaystyle {\mathfrak {g}}} ve donat explícitament per [v, w] = [v^, w^]e.

Aquesta àlgebra de Lie {\displaystyle {\mathfrak {g}}} té dimensió finita, i a més té la mateixa dimensió que la varietat G. L'àlgebra de Lie de G determina G llevat d'isomorfisme local (dos grups de Lie són localment isomorfs si tenen la mateixa estructura a prop de l'element identitat). Alguns problemes sobre grups de Lie es resolen primer per a llurs àlgebres de Lie, i posteriorment el resultat per als grups n'és una conseqüència senzilla. Per exemple, la classificació dels grups de Lie simples se segueix fàcilment de la classificació de les respectives àlgebres de Lie.
També es pot definir una estructura d'àlgebra de Lie utilitzant camps vectorials invariants per la dreta en comptes d'invariants per l'esquerra. Això portaria a la mateixa àlgebra de Lie, perquè es pot utilitzar l'aplicació inversa de G per identificar els camps vectorials invariants per l'esquerra amb els camps vectorials invariants per la dreta, i actua com -1 sobre l'espai tangent Te.
L'estructura de l'àlgebra de Lie sobre Te també es pot descriure de la manera següent: l'operació del commutador 
(x, y) ↦ xyx−1y−1
sobre G × G envia (e, e) a e, de tal manera que la seva derivada proporciona una operació bilineal en TeG. Aquesta operació bilineal és, de fet, l'aplicació nul·la, però la segona derivada, amb una identificació adequada dels espais tangents, proporciona una operació que satisfà els axiomes d'un parèntesi de Lie, i és igual al doble del definit mitjançant camps vectorials invariants per l'esquerra.

### Homomorfismes i isomorfismes
Si G i H són grups de Lie, llavors un homomorfisme de grups de Lie f : G → H és un homomorfisme de grups diferenciable. En el cas de grups de Lie complexos, cal que aquest homomorfisme sigui una funció holomorfa. Tanmateix, aquests requisits són una mica massa restrictius; tot homomorfisme continu entre grups de Lie reals resulta ser analític (real).
La composició de dos homomorfismes de Lie és, de nou, un homomorfisme, i la classe de tots els grups de Lie, juntament amb aquests morfismes, forma una categoria. A més, tot homomorfisme de grups de Lie indueix un homomorfisme entre les corresponents àlgebres de Lie. Sigui {\displaystyle \phi \colon G\to H} un homomorfisme de grups de Lie, i sigui {\displaystyle \phi _{*}} la seva diferencial al punt identitat. Si hom identifica les àlgebres de Lie de G i H amb els seus espais tangents als elements identitat, llavors {\displaystyle \phi _{*}} és una aplicació entre les corresponents àlgebres de Lie:
{\displaystyle \phi _{*}\colon {\mathfrak {g}}\to {\mathfrak {h}}}
Es pot demostrar que {\displaystyle \phi _{*}} és, de fet, un homomorfisme d'àlgebres de Lie (és a dir, una aplicació lineal que conserva el parèntesi de Lie). En el llenguatge de teoria de categories, hom té un functor covariant de la categoria dels grups de Lie a la categoria de les àlgebres de Lie, que envia un grup de Lie a la seva àlgebra de Lie, i un homomorfisme de grups de Lie a la seva derivada a la identitat.
Hom diu que dos grups de Lie són isomorfs si existeix un homomorfisme bijectiu entre ells l'invers del qual és també un homomorfisme de grups de Lie. Equivalentment, és un difeomorfisme que és també un homomorfisme de grups.

### Comparació entre grup de Lie i isomorfismes d'àlgebres de Lie
Dos grups de Lie isomorfs tenen, necessàriament, àlgebres de Lie isomorfes; llavors és raonable preguntar-se com es relacionen les classes d'isomorfisme de grups de Lie amb les classes d'isomorfisme d'àlgebres de Lie.
El primer resultat en aquest sentit és el tercer teorema de Lie, que afirma que tota àlgebra de Lie real de dimensió finita és l'àlgebra de Lie d'algun grup de Lie (lineal). Una manera de demostrar el tercer teorema de Lie és emprar el teorema d'Ado, que diu que tota àlgebra de Lie real de dimensió finita és isomorfa a una àlgebra de Lie matricial. Addicionalment, per a tota àlgebra de Lie matricial de dimensió finita, existeix un grup lineal (grup de Lie matricial) que té aquesta àlgebra com a àlgebra de Lie.
D'altra banda, dos grups de Lie amb àlgebres de Lie isomorfes no tenen per què ser isomorfs. És més, aquest resultat continua essent cert fins i tot si se suposa que els grups són connexos. Dit d'una altra manera, l'estructura global d'un grup de Lie no ve determinada per la seva àlgebra de Lie; per exemple, si Z és un subgrup discret qualsevol del centre de G, llavors G i G/Z tenen la mateixa àlgebra de Lie (vegeu la taula de grups de Lie per veure alguns exemples). Un exemple de la importància en la física són els grups SU(2) i SO(3). Aquests dos grups tenen àlgebres de Lie isomorfes, però els grups no són isomorfs, perquè SU(2) és simplement connex i SO(3) no ho és.
D'altra banda, si cal que el grup de Lie sigui simplement connex, llavors l'estructura global ve determinada per la seva àlgebra de Lie: dos grups de Lie simplement connexos amb àlgebres de Lie isomorfes són isomorfs. Com a conseqüència del tercer teorema de Lie, es pot concloure que existeix una correspondència unívoca entre les classes d'isomorfisme de les àlgebres de Lie reals de dimensió finita i les classes d'isomorfisme dels grups de Lie simplement connexos.

### Grups de Lie simplement connexos
Un grup de Lie G és simplement connex si tot llaç de G es pot reduir de manera contínua a un punt de G. Aquesta noció és important a causa del resultat següent, que té com a hipòtesi el fet de ser simplement connex:
| Siguin G i H dos grups de Lie amb àlgebres de Lie {\displaystyle {\mathfrak {g}}} i {\displaystyle {\mathfrak {h}}}, i sigui {\displaystyle f\colon {\mathfrak {g}}\to {\mathfrak {h}}} un homomorfisme d'algebres de Lie. Si G és simplement connex, llavors existeix un únic homomorfisme de grups de Lie {\displaystyle \phi \colon G\to H} tal que {\displaystyle \phi _{*}=f}, on {\displaystyle \phi _{*}} és la diferencial de {\displaystyle \phi } al punt identitat. |

El tercer teorema de Lie diu que tota àlgebra de Lie real de dimensió finita és l'àlgebra de Lie d'un grup de Lie. D'aquest teorema i del resultat anterior se'n pot desprendre que tota àlgebra de Lie real de dimensió finita és àlgebra de Lie d'un únic grup de Lie simplement connex.
Un exemple d'un grup simplement connex és el grup unitari especial SU(2), que considerat com a varietat és la 3-esfera. El grup de rotació SO(3), per altra banda, no és simplement connex. El fet que SO(3) no sigui simplement connex está íntimament lligat a la distinció entre les propietats d'espín enter i espín semienter en mecànica quàntica. Altres exemples de grups de Lie simplement connexos són el grup unitari especial SU(n), el grup espinorial Spin(n) amb n ≥ 3, i el grup simplèctic compacte Sp(n).

### L'aplicació exponencial
L'aplicació exponencial de l'àlgebra de Lie {\displaystyle M(n;\mathbb {C} )} del grup lineal general {\displaystyle GL(n;\mathbb {C} )} en {\displaystyle GL(n;\mathbb {C} )} es defineix mitjançant l'exponencial matricial, donada per la sèrie de potències habitual:
{\displaystyle \exp(X)=1+X+{\frac {X^{2}}{2!}}+{\frac {X^{3}}{3!}}+\cdots }
per a matrius X. Si G és un subgrup tancat de {\displaystyle GL(n;\mathbb {C} )}, llavors l'aplicació exponencial porta l'àlgebra de Lie de G en G; per tant, es té una aplicació exponencial per a tots els grups de matrius. Tot element de G suficientment a prop de la identitat és l'exponencial d'una matriu en l'àlgebra de Lie.
La definició anterior és fàcil d'utilitzar, però no està definida per a grups de Lie que no siguin grups de matrius, i no queda clar que l'aplicació exponencial d'un grup de Lie no depengui de la seva representació com a grup de matrius. Es poden resoldre tots dos problemes emprant una definició més abstracta de l'aplicació exponencial que funciona per a tots els grups de Lie, de la manera següent.
Per a tot vector X de l'àlgebra de Lie {\displaystyle {\mathfrak {g}}} de G (és a dir, l'espai tangent a G en el punt identitat), es pot demostrar que existeix un únic subgrup uniparamètric {\displaystyle c\colon \mathbb {R} \to G} tal que {\displaystyle c'(0)=X}. La condició que c sigui un subgrup uniparamètric significa simplement que c és una aplicació diferenciable en G i que
{\displaystyle c(s+t)=c(s)c(t)\ }
per a s i t qualssevol. L'operació de la part dreta de la igualtat és la multiplicació de grup en G. La semblança formal d'aquesta fórmula amb la vàlida per a la funció exponencial justifica la definició
{\displaystyle \exp(X)=c(1).\ }
D'això se'n diu l'aplicació exponencial, i envia l'àlgebra de Lie {\displaystyle {\mathfrak {g}}} al grup de Lie G. Proporciona un difeomorfisme entre un entorn de l'element 0 de {\displaystyle {\mathfrak {g}}} i un entorn de l'element e de G. Aquesta aplicació exponencial és una generalització de la funció exponencial per a nombres reals (perquè R és l'àlgebra de Lie del grup de Lie dels nombres reals positius amb la multiplicació), per a nombres complexos (perquè C és l'àlgebra de Lie del grup de Lie dels nombres complexos no-nuls amb la multiplicació) i per a matrius (perquè M(n, R) amb el commutador regular és l'àlgebra de Lie del grup de Lie GL(n, R) de totes les matrius invertibles).
Com que l'aplicació exponencial és exhaustiva en algun entorn N de e, s'acostuma a dir que els elements de l'àlgebra de Lie són els generadors infinitesimals del grup G. El subgrup de G generat per N és el component identitat de G.
L'aplicació exponencial i l'àlgebra de Lie determinen l'estructura de grup local de tot grup de Lie connex, a conseqüència de la fórmula de Forner–Campbell–Hausdorff: existeix un entorn U al voltant de l'element nul de {\displaystyle {\mathfrak {g}}} tal que, si X i Y pertanyen a U, llavors:
{\displaystyle \exp(X)\,\exp(Y)=\exp \left(X+Y+{\tfrac {1}{2}}[X,Y]+{\tfrac {1}{12}}[\,[X,Y],Y]-{\tfrac {1}{12}}[\,[X,Y],X]-\cdots \right),}
on els termes omesos són coneguts i contenen parèntesis de Lie de quatre o més elements. En el cas que X i Y commutin, aquesta fórmula es redueix a la llei exponencial familiar exp(X) exp(Y) = exp(X + Y).
L'aplicació exponencial relaciona homomorfismes de grups de Lie. És a dir, si {\displaystyle \phi \colon G\to H} és un homomorfisme de grups de Lie i {\displaystyle \phi _{*}\colon {\mathfrak {g}}\to {\mathfrak {h}}} l'aplicació induïda per les seves corresponents àlgebres de Lie, llavors es té, per a tot {\displaystyle x\in {\mathfrak {g}}}, 
{\displaystyle \phi (\exp(x))=\exp(\phi _{*}(x)).\,}
En altres paraules, el diagrama següent commuta:
{\displaystyle {\begin{array}{rcl}{\mathfrak {g}}&{\stackrel {\phi _{*}}{\longrightarrow }}&{\mathfrak {h}}\\\exp \downarrow &&\downarrow \exp \\G&{\stackrel {\phi }{\longrightarrow }}&H\\\end{array}}}
(és a dir, exp és una transformació natural del functor Lie al functor identitat en la categoria de grups de Lie).
L'aplicació exponencial de l'àlgebra de Lie al grup de Lie no sempre és exhaustiva, encara que el grup sigui connex (encara que sí que és exhaustiva sobre el grup de Lie per a grups connexos que són o bé compactes o bé nilpotents). Per exemple, l'aplicació exponencial de SL(2, R) no és exhaustiva. Addicionalment, l'aplicació exponencial no és ni exhaustiva ni injectiva per a grups de Lie de dimensió infinita modelats en un espai de Fréchet C∞, fins i tot des d'un entorn arbitràriament petit de 0 al seu corresponent entorn de 1.

### Subgrup de Lie
Un subgrup de Lie H d'un grup de Lie G és un grup de Lie que és un subconjunt de G i tal que la inclusió de H a G és una immersió injectiva i homomorfisme de grups. Segons el teorema de Cartan, un subgrup tancat de G admet una única estructura diferenciable que el fa un subgrup de Lie incrustat en G; és a dir, un subgrup de Lie tal que l'aplicació inclusió és un incrustació diferenciable.
Existeixen nombrosos exemples de subgrups no tancats; per exemple, sigui G un tor de dimensió ≥ 2, i sigui H un subgrup uniparamètric de pendent irracional, és a dir, un que s'enrotlla al voltant de G. Llavors existeix un homomorfisme de grups de Lie φ : R → G on H n'és la imatge. La clausura de H serà un subtor en G.
L'aplicació exponencial proporciona una correspondència unívoca entre els subgrups de Lie connexos d'un grup de Lie connex G i les subàlgebres de l'àlgebra de Lie de G. Típicament, el subgrup corresponent a una subàlgebra no és un subgrup tancat. No hi ha cap criteri basat únicament en l'estructura de G que determini quines subàlgebres corresponen a subgrups tancats.

## Representacions
Un aspecte important en l'estudi de grups de Lie és les seves representacions, és a dir, la manera com poden actuar (linealment) sobre espais vectorials. En física, els grups de Lie acostumen a codificar les simetries d'un sistema físic. La manera com s'utilitza aquesta simetria per ajudar a analitzar el sistema s'acostuma a fer mitjançant la teoria de representacions. Consideri's, per exemple, l'equació de Schrödinger independent del temps, {\displaystyle {\hat {H}}\psi =E\psi }. Suposi's que el sistema en qüestió té el grup de rotació SO(3) com a simetria o, el que és el mateix, l'operador hamiltonià {\displaystyle {\hat {H}}} commuta amb l'acció de SO(3) sobre la funció d'ona {\displaystyle \psi } (un exemple important d'un tal sistema és l'àtom d'hidrogen). Aquesta suposició no implica necessàriament que les solucions {\displaystyle \psi } siguin funcions rotacionalment invariants; en comptes d'això, vol dir que l'espai de les solucions de {\displaystyle {\hat {H}}\psi =E\psi } és invariant per rotacions (per a cada valor fixat de E). Per tant, aquest espai, constitueix una representació de SO(3). Aquestes representacions han estat classificades i la classificació porta a una simplificació substancial del problema, convertint essencialment una equació en derivades parcials tridimensional a una equació diferencial ordinària unidimensional.
El cas d'un grup de Lie compacte connex K (inclòs el cas esmentat de SO(3)), tot i incloure diverses tipologies, es pot estudiar d'una manera particular, ja que té algunes propietats particulars que el fan interessant. En aquest cas, tota representació de dimensió finita de K es pot descompondre com a suma directa de representacions irreductibles. Les representacions irreductibles, al seu torn, van ser classificades per Hermann Weyl. La classificació és en termes del "pes més alt" de la representació. Aquesta classificació està íntimament relacionada amb la classificació de representacions d'una àlgebra de Lie semisimple.
Hom pot estudiar també les representacions unitàries (en general de dimensió infinita) d'un grup de Lie arbitrari (no necessàriament compacte). Per exemple, és possible proporcionar una descripció explícita relativament senzilla de les representacions del grup SL(2, R) i de les representacions del grup de Poincaré.

## Història
Segons algunes fonts, Sophus Lie va considerar l'hivern de 1873–1874 com la data de creació de la seva teoria de grups continus. Hawkins, tanmateix, suggereix que fou "la prodigiosa activitat de recerca de Lie durant els quatre anys compresos entre la tardor de 1869 i la tardor de 1873" el que va portar a la creació de la teoria. Algunes de les primeres idees sobre aquesta teoria van ser desenvolupades en col·laboració amb Felix Klein. Lie tenia reunions diàries amb Klein des de l'octubre 1869 fins a 1872: a Berlín des de finals d'octubre de 1869 fins a finals de febrer de 1870, i a París, Göttingen i Erlangen en els dos anys posteriors. Lie afirmà que va obtenir tots els resultats principals de la seva teoria abans de l'any 1884, però durant la dècada del 1870 tots els seus treballs (excepte la primera nota) foren publicats en revistes noruegues, la qual cosa va impedir que la seva feina es reconegués a la resta d'Europa. L'any 1884, un jove matemàtic alemany, Friedrich Engel, va col·laborar amb Lie per tal d'elaborar un tractat sistemàtic, amb la finalitat de què la seva teoria de grups continus pogués ser coneguda internacionalment. D'aquest esforç en va resultar l'obra en tres volums Theorie der Transformationsgruppen, publicada en 1888, 1890 i 1893. El terme groupes de Lie aparegué per primera vegada en francès l'any 1893 en la tesi d'Arthur Tresse, estudiant de Lie.
Les idees de Lie no estaven pas aïllades de la resta de matemàtiques. De fet, el seu interès per la geometria de les equacions diferencials fou motivat per l'obra de Carl Gustav Jacobi, sobre la teoria d'equacions diferencials parcials de primer ordre i sobre les equacions de la mecànica clàssica. Gran part de l'obra de Jacobi fou publicada de manera pòstuma en la dècada dels 1860, i va generar un enorme interès a França i Alemanya. La idea central de Lie era desenvolupar una teoria de simetries d'equacions diferencials que fos anàloga a allò que va aconseguir Évariste Galois per a les equacions algebraiques: és a dir, classificar-les en termes de teoria de grups. Lie i altres matemàtics van demostrar que les equacions més importants per a les funcions especials i els polinomis ortogonals acostumen a sorgir a partir de simetries teòriques de grups. En les primeres obres de Lie, la seva idea era construir una teoria de grups continus, per tal de complementar la teoria de grups discrets que s'havia desenvolupat en la teoria de formes modulars, gràcies a Felix Klein i Henri Poincaré. L'aplicació inicial que Lie tenia al cap era a la teoria d'equacions diferencials. En el model de la teoria de Galois i les equacions polinòmiques, la intenció era construir una teoria que fos capaç d'unificar, mitjançant l'estudi de la simetria, la totalitat de l'àrea de les equacions diferencials ordinàries (EDO). Tanmateix, aquesta esperança no va arribar a bon terme. Encara s'estudien mètodes de simetria per a equacions diferencials ordinàries, però ja no és el tema principal d'estudi. Existeix una teoria diferencial de Galois, però va ser desenvolupat per altres estudiosos, com Picard i Vessiot, i proporciona una teoria de quadratures, les integrals indefinides requerides per tal d'expressar les solucions de les equacions diferencials ordinàries.
A partir de les idees de Bernhard Riemann sobre els fonaments de la geometria, i del posterior desenvolupament realitzat per Klein, l'estudi dels grups continus agafà de nou embranzida. D'aquesta manera, els tres temes més importants en les matemàtiques del segle xix foren combinats per Lie amb la intenció de crear la seva nova teoria: la idea de simetria, exemplificada per Galois a través de la noció algebraica d'un grup; la teoria geomètrica i les solucions explícites d'equacions diferencials de la mecànica, desenvolupada per Poisson i Jacobi; i la nova manera d'entendre la geometria, sorgida a partir de l'obra de Plücker, Möbius, Grassmann i altres, i culminada amb la visió revolucionària de Riemann del tema.
Tot i que en l'actualitat Sophus Lie és reconegut com el creador de la teoria de grups continus, Wilhelm Killing va fer un pas endavant molt important en el desenvolupament de la seva teoria d'estructura, que va tenir una profunda influència en el posterior desenvolupament de les matemàtiques. Killing va publicar el 1888 el primer document d'una sèrie titulada Die Zusammensetzung der stetigen endlichen Transformationsgruppen (La composició de grups de transformacions finits continus). L'obra de Killing, més endavant refinada i generalitzada per Élie Cartan, va portar a la classificació de les àlgebres de Lie semisimples, la teoria de Cartan sobre espais simètrics, i la descripció de Hermann Weyl de les representacions dels grups de Lie semisimples i compactes utilitzant el teorema dels pesos més alts.
L'any 1900 David Hilbert va desafiar els estudiosos de la teoria de Lie amb el seu cinquè problema presentat al Congrés Internacional de Matemàtics a París.
Weyl va fer contribucions crucials en la primera època de la teoria de grups de Lie, ja que no només va classificar les representacions irreductibles dels grups de Lie semisimples, i va establir una connexió entre la teoria de grups i la mecànica quàntica, sinó que també va contribuir a establir els fonaments de la mateixa teoria de Lie, tot fent la distinció clara entre els grups infinitesimals de Lie (és a dir, les àlgebres de Lie) i els mateixos grups de Lie, així com a l'inici de l'estudi de la topologia dels grups de Lie. Claude Chevalley va publicar un monogràfic on va realitzar una reformulació completa de la teoria de grups de Lie en un llenguatge matemàtic modern.

## Concepte de grup de Lie i possibilitats de classificació
Es pot pensar que els grups de Lie són famílies de simetries que varien de manera diferenciable. Alguns exemples són les rotacions al voltant d'un eix. Cal entendre la naturalesa de les transformacions "petites", com ara les rotacions d'angles petits, que relacionen transformacions properes. L'objecte matemàtic que recull aquesta estructura s'anomena àlgebra de Lie (el mateix Lie les va anomenar "grups infinitesimals"). Es poden definir així perquè els grups de Lie són varietats diferenciables, de tal manera que tenen espais tangents a cada punt.
L'àlgebra de Lie de qualsevol grup de Lie compacte (a grans trets, aquell on les simetries formen un conjunt fitat) es pot descompondre com a suma directa d'una àlgebra de Lie abeliana i un cert nombre de grups de Lie simples. L'estructura d'una àlgebra de Lie abeliana té poc interès matemàtic (ja que el parèntesi de Lie és idènticament nul); l'interès rau en els sumands simples; per això, la qüestió interessant és saber quines són les àlgebres de Lie simples dels grups compactes. La majoria es pot classificar en una de quatre famílies infinites: les "àlgebres de Lie clàssiques" An, Bn, Cn i Dn, que tenen descripcions senzilles en termes de simetries de l'espai euclidià. Però existeixen també cinc "àlgebres de Lie excepcionals" que no corresponen a cap d'aquestes famílies; E₈ n'és la més gran.
Els grups de Lie es poden classificar segons les seves propietats algebraiques (simples, semisimples, resolubles, nilpotents, abelians), la seva connectivitat (connex o simplement connectat) i la seva compacitat.
Un primer resultat clau és la descomposició de Levi, que diu que tot grup de Lie simplement connex és el producte semidirecte d'un subgrup normal resoluble i un subgrup semisimple.
- Els grups de Lie compactes connexos es coneixen completament: són quocients centrals finits d'un producte de còpies del grup circular S¹ i grups de Lie compactes simples (que corresponen a esquemes de Dynkin connexos).
- Tot grup de Lie resoluble simplement connex és isomorf a un subgrup tancat del grup de les matrius triangulars superiors invertibles d'un cert rang, i qualsevol representació irreductible de dimensió finita de tal grup és unidimensional. Els grups resolubles són massa complicats per poder-los classificar, llevat d'en dimensions petites.
- Tot grup de Lie nilpotent simplement connex és isomorf a un subgrup tancat del grup de matrius triangulars superiors invertibles d'un cert rang amb valors 1 a la diagonal, i qualsevol representació irreductible de dimensió finita d'un tal grup és unidimensional. Anàlogament al cas dels grups resolubles, els grups nilpotents són massa complicats per poder-los classificar, llevat d'en dimensions petites.
- Els grups de Lie simples es defineixen de vegades com aquells que són simples com a grups abstractes, i de vegades com a grups de Lie connexos amb una àlgebra de Lie simple. Per exemple, SL(2, R) és simple la segona definició però no segons la primera. Tots els grups de Lie simples estan classificats.
- Els grups de Lie semisimples són grups de Lie on la seva àlgebra de Lie associada és un producte d'àlgebres de Lie simples.[28] Són extensions centrals de productes de grups de Lie simples.

El component identitat de tot grup de Lie és un subgrup normal obert, i el grup quocient és un grup discret. El revestiment universal de qualsevol grup de Lie connex és un grup de Lie simplement connex; recíprocament, tot grup de Lie connex és el quocient d'un grup de Lie simplement connex per un subgrup normal discret del centre. Qualsevol grup de Lie G es pot descompondre en un grup discret, un grup simple i un grup abelià de forma canònica, de la següent manera. Hom denota 
Gcon el component connex de l'element neutre
Gsol el subgrup resoluble normal connex més gran
Gnil el subgrup nilpotent normal connex més gran
de tal manera que hom obté una successió de subgrups normals
1 ⊆ Gnil ⊆ Gsol ⊆ Gcon ⊆ G.
Aleshores
G/Gcon és discret.
Gcon/Gsol és una extensió central d'un producte de grups de Lie simplement connexos.
Gsol/Gnil és abelià. Un grup de Lie abelià connex és isomorf a un producte de còpies de R i el grup circular S¹.
Gnil/1 és nilpotent i, per tant, la seva successió central ascendent té tots els quocients abelians.
Aquest resultat es pot emprar per reduir alguns problemes sobre grups de Lie (com ara trobar les seves representacions unitàries) als mateixos problemes per a grups simples connexos i subgrups resolubles i nilpotents de dimensió menor.
- El grup difeomorfisme d'un grup de Lie actua de manera transitiva sobre el grup de Lie.
- Tot grup de Lie és paral·lelitzable i, per tant, és també una varietat orientable (existeix un isomorfisme de fibrats entre el seu fibrat tangent i el producte d'ell mateix amb l'espai tangent al punt identitat).

## Grups de Lie de dimensió infinita
En la definició de grup de Lie, sovint cal que sigui de dimensió finita, però existeixen molts grups que són semblants als grups de Lie, excepte que són de dimensió infinita. La manera més senzilla de definir els grups de Lie de dimensió infinita és modelar-los localment sobre espais de Banach (al contrari que el cas de dimensió finita, on es fa servir l'espai euclidià), i en aquest cas gran part de la teoria bàsica és similar a la dels grups de Lie de dimensió finita. Tanmateix això no és convenient per a moltes aplicacions, ja molts exemples naturals de grups de Lie de dimensió infinita no són varietats de Banach. En comptes d'això, hom precisa definir els grups de Lie modelats sobre espais vectorials topològics localment convexos més generals. En aquest cas, la relació entre l'àlgebra de Lie i el grup de Lie esdevé força subtil, i ja no són vàlids alguns resultats sobre grups de Lie de dimensió finita.
No existeix un consens general sobre quines són les propietats que fan que un gruo de dimensió infinita sigui de Lie. Si hom es fixa en les àlgebres de Lie, però, les coses són més senzilles, ja que els criteris que fan que una àlgebra sigui de Lie són purament algebraics. Per exemple, a una àlgebra de Lie de dimensió infinita li pot correspondre o no un grup de Lie. És a dir, pot haver-hi un grup corresponent a l'àlgebra de Lie, però pot no tenir les característiques desitjades per poder ser considerat un grup de Lie, o bé la connexió entre el grup de Lie i l'àlgebra de Lie pot no ser suficientment còmoda per a treballar-hi (per exemple, la impossibilitat de què l'aplicació exponencial sigui exhaustiva en un entorn de l'element unitat).
Alguns exemples que han estat estudiats són:
- El grup de difeomorfismes d'una varietat. Es coneix bastant sobre el grup de difeomorfismes de la circumferència. La seva àlgebra de Lie és (més o menys) l'àlgebra de Witt, l'extensió central de la qual és l'àlgebra de Virasoro, que és l'àlgebra de simetria de la teoria conforme de camps bidimensional. Els grups de difeomorfismes de les varietats compactes de dimensió més alta són grups de Lie Fréchet regulars; se'n sap ben poc sobre la seva estructura.

El grup de difeomorfismes de l'espaitemps de vegades apareix quan s'intenta quantificar la gravetat.
- El grup d'aplicacions diferenciables des d'una varietat cap a un grup de Lie de dimensió finita és un exemple d'un grup de gauge (amb l'operació de multiplicació punt a punt), i s'utilitza en la teoria quàntica de camps i la teoria de Donaldson. Si la varietat és una circumferència, hom diu que aquests grups són grups de llaços, i tenen extensions centrals les àlgebres de Lie de les quals són (més o menys) àlgebres de Kac-Moody.
- Existeixen anàlegs en dimensió infinita dels grups lineals generals, els grups ortogonals, etc.[30] Un aspecte important és que aquests grups poden tenir propietats topològiques més senzilles. A la teoria M, per exemple, un gauge SU(N) de dimensió 10 esdevé una teoria de dimensió 11 quan N tendeix a infinit.